# アルゼンチン1985 〜歴史を変えた裁判〜
『アルゼンチン1985 〜歴史を変えた裁判〜』（Argentina, 1985）は、サンティアゴ・ミトレ監督・製作・脚本による2022年のアルゼンチンの歴史ドラマ映画である。リカルド・ダリン、ピーター・ランサーニ、アレハンドロ・フレッチナー、ノーマン・ブリスキらが出演している。2022年9月3日に第79回ヴェネツィア国際映画祭のコンペティション部門でプレミア上映された。第95回アカデミー賞国際長編映画賞および第37回ゴヤ賞イベロアメリカ映画賞で共にアルゼンチン代表作として出品された。また2022年ナショナル・ボード・オブ・レビュー賞では国際映画トップ5に選ばれた。

## プロット
アルゼンチン最後の軍事独裁政権（1976年-1983年）の首謀者を追訴した1985年の臨時政府裁判を中心とし、アルゼンチン史上最も血にまみれた政権の責任者に対するフリオ・セザール・ストラッセラとルイス・モレノ・オカンポの活動が描かれる。

## キャスト
※括弧内は日本語吹替。
- フリオ・セザール・ストラッセラ（英語版） - リカルド・ダリン（英語版）（山野井仁）
- ルイス・モレノ・オカンポ（英語版） - ピーター・ランサーニ（英語版）（玉木雅士）
- シルヴィア・ストラッセラ - アレハンドロ・フレッチナー（スペイン語版）
- カルロス・"ソミ"・ソミリアナ - クラウディオ・ダ・パッサーノ（スペイン語版）
- ハビエル・ストラッセラ - サンティアゴ・アルマス・エステバレーナ
- ヴェロニカ・ストラッセラ - ジーナ・マストロニコラ
- "ルソ" - ノーマン・ブリスキ（英語版）（糸博）
- バジル - エクトル・ディアス
- レオン・カルロス・アルスラニアン（スペイン語版） - カルロス・ポルタルッピ（スペイン語版）
- アドリアナ・カルボ（スペイン語版） - ローラ・パレーズ
- オルミガ - ギレルモ・ヤクボウィッツ
- マグダ - スサナ・パンピン
- 判事 - アレホ・ガルシア・ピントス（スペイン語版）
- ルーカス・パラシオス - マニュエル・カポニ[12]
- ジュディス・ケーニヒ - アルムデナ・ゴンサレス[13]
- ホルヘ・ラファエル・ビデラ - マルセロ・ポッツィ[14]
- オルランド・ラモン・アゴスティ（英語版） - ホルヘ・グレゴリオ[14]
- エミリオ・エドゥアルド・マッセラ（英語版） - ジョゼロ・ベラ[14]
- ホルヘ・アナヤ（英語版） - セルヒオ・サンチェス[14]
- バシリオ・ラミ・ドソ（英語版） - マルセロ・ロペス[14]
- レオポルド・フォルトゥナート・ガルチェリ - カルロス・アイラー[14]
- ロベルト・エドゥアルド・ビオラ - ヘクター・バルコーン[14]

## 公開
ワールド・プレミアは2022年9月3日に第79回ヴェネツィア国際映画祭のコンペティション部門で行われ、金獅子賞を争った。アルゼンチンでは2022年9月29日に劇場公開された。

## 評価

### 批評家の反応
レビュー収集サイトのRotten Tomatoesでは54件の批評に基づき支持率は98%、平均点は7.7/10となり、「爽やかな軽快さで歴史的に暗い時代に光を当てる法廷劇である『アルゼンチン1985 〜歴史を変えた裁判〜』で正義は提供される」と評された。Metacriticでの加重平均値は7件のレビューに基づいて79/100であり、「概ね好評」と示された。

### 受賞とノミネート
| 賞                                         | 授賞式         | 部門                 | 対象 | 結果       | 参照          |
| ------------------------------------------ | -------------- | -------------------- | --- | ---------- | ------------- |
| ヴェネツィア国際映画祭                     | 2022年9月10日  | 金獅子賞             | サンティアゴ・ミトレ | ノミネート | [ 15 ]        |
| ヴェネツィア国際映画祭                     | 2022年9月10日  | FIPRESCI賞           | サンティアゴ・ミトレ | 受賞       | [ 19 ]        |
| ヴェネツィア国際映画祭                     | 2022年9月10日  | SIGNIS特別賞         | サンティアゴ・ミトレ | 受賞       | [ 19 ]        |
| サン・セバスティアン国際映画祭             | 2022年9月24日  | 観客賞               | 『アルゼンチン1985 〜歴史を変えた裁判〜』 | 受賞       | [ 20 ]        |
| ロンドン映画祭                             | 2022年10月16日 | 作品賞               | 『アルゼンチン1985 〜歴史を変えた裁判〜』 | ノミネート | [ 21 ] [ 22 ] |
| ナショナル・ボード・オブ・レビュー         | 2022年12月8日  | 外国語映画トップ5    | 『アルゼンチン1985 〜歴史を変えた裁判〜』 | 受賞       | [ 23 ]        |
| ナショナル・ボード・オブ・レビュー         | 2022年12月8日  | 表現の自由賞         | 『アルゼンチン1985 〜歴史を変えた裁判〜』 | 受賞       | [ 23 ]        |
| フォルケ賞                                 | 2022年12月17日 | ラテンアメリカ映画賞 | 『アルゼンチン1985 〜歴史を変えた裁判〜』 | 受賞       | [ 24 ]        |
| ダラス・フォートワース映画批評家協会       | 2022年12月19日 | 外国語映画賞         | 『アルゼンチン1985 〜歴史を変えた裁判〜』 | 3位        | [ 25 ]        |
| サンフランシスコ・ベイエリア映画批評家協会 | 2023年1月9日   | 国際長編映画賞       | 『アルゼンチン1985 〜歴史を変えた裁判〜』 | ノミネート | [ 26 ]        |
| ゴールデングローブ賞                       | 2023年1月10日  | 外国語映画賞         | 『アルゼンチン1985 〜歴史を変えた裁判〜』 | 受賞       | [ 27 ]        |
| ジョージア映画批評家協会                   | 2023年1月13日  | 国際映画賞           | 『アルゼンチン1985 〜歴史を変えた裁判〜』 | ノミネート | [ 28 ]        |
| クリティクス・チョイス・アワード           | 2023年1月15日  | 外国語映画賞         | 『アルゼンチン1985 〜歴史を変えた裁判〜』 | ノミネート | [ 29 ]        |
| ゴヤ賞                                     | 2023年2月11日  | イベロアメリカ映画賞 | 『アルゼンチン1985 〜歴史を変えた裁判〜』 | 受賞       | [ 30 ]        |
| ヒューストン映画批評家協会                 | 2023年2月18日  | 外国語映画賞         | 『アルゼンチン1985 〜歴史を変えた裁判〜』 | ノミネート | [ 31 ]        |
| ハリウッド批評家協会                       | 2023年2月24日  | 国際映画賞           | 『アルゼンチン1985 〜歴史を変えた裁判〜』 | ノミネート | [ 32 ]        |
| ゴールデン・リール賞                       | 2023年2月26日  | 外国語映画音響編集賞 | サンティアゴ・フマガリ、フアン・イグナシオ・ジョビオ、ナウエル・デ・カミリス、イグナシオ・セリグラ、ニコラス・マンナラ、ディエゴ・マルコネ、スティーヴン・M・デイヴィス | ノミネート | [ 33 ] [ 34 ] |
| サテライト賞                               | 2023年3月3日   | 国際映画賞           | 『アルゼンチン1985 〜歴史を変えた裁判〜』 | 受賞       | [ 35 ] [ 36 ] |